# جیجاق لیدت
جیجاق لیدت (نام علمی: Garrulus lidthi) نام یک گونه از سرده جیجاق‌های بلوطی است.